# أرجون تشاترغي
أرجون تشاترغي (بالإنجليزية: Arjun Chatterjee)‏ هو لاعب كرة قدم هندي في مركز الوسط، ولد في 14 أكتوبر 1993 في الهند. لعب مع United SC ‏.

## وصلات خارجية
- أرجون تشاترغي على موقع قاعدة بيانات كرة القدم.إي يو (الإنجليزية)
- أرجون تشاترغي على موقع Soccerway.com (الإنجليزية)